# Opistognathus aurifrons
Il pesce minatore (Opistognathus aurifrons Jordan e Thompson, 1905) è un piccolo pesce della famiglia Opistognathidae.

## Descrizione
Lungo circa 10 cm, piuttosto colorato, ha il corpo allungato e la testa estremamente larga. Un pallido grigio-crema ricopre la maggior parte del corpo, tranne la testa che è giallo brillante. Una sfumatura bluastra è presente verso la parte posteriore del corpo. Il dimorfismo sessuale non è evidente.

## Distribuzione e habitat
Barriere coralline del Mar dei Caraibi.

## Biologia
Ha una tana in cui passa la maggior parte del tempo, con solo la testa fuori.

### Alimentazione
Carnivoro.

### Riproduzione
Il maschio tiene le uova in bocca fino alla schiusa degli avannotti, durante questo lasso di tempo il maschio non potrà nutrirsi.

## Acquariofilia
Dati i bei colori, le piccole dimensioni e le abitudini sedentarie è spesso ospite di acquari marini.